# Lijst van wachtposten aan de spoorlijn Venlo - Eindhoven
Dit is een onvolledige chronologische Lijst van wachtposten aan de Spoorlijn Venlo - Eindhoven. Een wachtpost was een huisje waarin de baanwachter woonde. Hij of zij opende en sloot de overwegbomen wanneer er een trein in aantocht was of de wachtpost werd gebruikt voor het bedienen van de seinen.
De meeste huisjes zijn in 1866 naar een standaard ontwerp door de staatsspoorwegen gebouwd. De huisjes met de letter -a zijn later tussengevoegd, bijvoorbeeld omdat een nieuw tramspoor het treinspoor moest passeren.
Omstreeks de jaren '50 werden er veel huisjes gesloopt omdat de overwegen automatisch bediend gingen worden en omdat er veel overwegen opgeheven werden. Daardoor verdween de oorspronkelijke functie. Een aantal is bewaard gebleven.
Wanneer er achter de straatnaam een kruisje staat, wil dat zeggen dat de oorspronkelijke straatnaam en/of overgang waaraan het huisje lag niet meer bestaat. Op deze plek staat dan de straatnaam aangegeven die ongeveer op de plek van het oude huisje ligt.
| Wachtpost | Straat                                                     | Plaats                           | Bouwjaar | Sloopjaar     | Extra informatie                                                                                               | Afbeelding |
| --------- | ---------------------------------------------------------- | -------------------------------- | -------- | ------------- | --- | ---------- |
| 6         | Newtonweg-Voltastraat* (thv van het huidige goederenspoor) | Blerick                          | 1866     |               | |            |
| 7         | Newtonweg                                                  | Blerick                          | 1866     |               | |            |
| 8         | Heierkerkweg-Columbusweg*                                  | Grubbenvorst                     | 1866     | 1958          | |            |
| 9         | Heierhoevenweg                                             | Grubbenvorst                     | 1866     | 1972          | |            |
| 10        | Grubbenvorsterweg                                          | Sevenum                          | 1866     |               | |            |
| 11        | Ulfterhoek                                                 | Sevenum                          | 1866     |               | |            |
| 12        | Stationsstraat                                             | Hegelsom (Station Horst-Sevenum) | 1866     |               | |            |
| 13        | Tongerloseweg                                              | Hegelsom                         | 1866     |               | |            |
| 14        | Kronenbergweg                                              | Hegelsom                         | 1866     |               | |            |
| 15        | Saarweg*                                                   | America                          | 1866     |               | |            |
| 16        | Nusseleinstraat                                            | America                          | 1866     | 1970          | |            |
| 17        | Middenpeelweg*                                             | America                          | 1866     |               | |            |
| 18        |                                                            | Griendtsveen                     | 1866     | Nog bestaand. | Gelegen: Kanaalweg 33 te Griendtsveen, postadres is gewijzigd omstreeks 1976 naar Griendtsveenseweg 80 America |            |
| 19        |                                                            | Griendtsveen                     | 1866     |               | |            |
| 19a       | Grauwveenweg                                               | Griendtsveen                     | 1866     |               | |            |
| 20        | Ysselsteynseweg-De Halte                                   | Griendtsveen                     | 1866     | ca. 1945      | |            |
| 21        | Paardekopweg-Leegveld                                      | Zeilberg                         | 1866     |               | |            |
| 21a       | Klaverweg-Pothuis*                                         | Zeilberg                         | 1866     |               | |            |
| 22        | Griendtsveenseweg-Snoertsebaan                             | Zeilberg                         | 1866     | 1935          | |            |
| 23        | Zeilbergsestraat-Kranenmortelweg                           | Zeilberg                         | 1866     |               | |            |
| 23a       | Hagelkruisweg                                              | Zeilberg                         | 1866     | 1966          | |            |
| 24        | Leembaan-Tramstraat                                        | Deurne                           | 1866     |               | |            |
| 25        | Spoorlaan-Stationsstraat                                   | Deurne                           | 1866     |               | |            |
| 26        | Rijtvensedreef-Industrieweg                                | Deurne                           | 1866     | 1932          | |            |
| 27        | Blokpostweg                                                | Deurne                           | 1866     |               | |            |
| 28        | Biesdeel                                                   | Deurne                           | 1866     | 1932          | |            |
| 29        | Deltaweg                                                   | Helmond                          | 1866     |               | |            |
| 30a       | Lijn Helmond-Venlo 1                                       | Helmond                          | na 1912  | Nog aanwezig  | Tussen 1917 (?) en 1998 bewoond door familie Van den Nieuwenhof; sindsdien als kantoorruimte in gebruik        |            |
| 31        | Churchilllaan                                              | Helmond                          | 1866     |               | |            |
| 32        | Spoorstraat                                                | Helmond                          | 1866     |               | |            |
| 33        | Buiten Parallelweg                                         | Helmond                          | 1866     |               | |            |
| 34        | Kanaaldijk Zuid-Oost                                       | Helmond                          | 1866     |               | |            |
| 35        | Kanaaldijk Zuid-West                                       | Helmond                          | 1866     |               | |            |
| 36        | Hoofdstraat-Mierloseweg                                    | Helmond                          | 1866     |               | |            |
| 37        | Slegersstraat                                              | Helmond                          | 1866     |               | |            |
| 38        | Spoormakerserf*                                            | Helmond                          | 1866     |               | |            |
| 39        | Diepenbroek                                                | Helmond                          | 1866     |               | |            |
| 40        | Vaarleseweg                                                | Mierlo                           | 1866     |               | |            |
| 41        | Vaarle*                                                    | Nuenen                           | 1866     |               | |            |
| 42        | Schoutse Vennen                                            | Nuenen                           | 1866     |               | |            |
| 43        | Eeneind                                                    | Nuenen                           | 1866     | 1950          | |            |
| 44        | Loostraat                                                  | Tongelre                         | 1866     |               | |            |
| 45        | Broekakkerseweg*                                           | Tongelre                         | 1866     |               | |            |
| 46        | Tongelresestraat                                           | Tongelre                         | 1866     |               | |            |